# Télé-Journal
Ne doit pas être confondu avec Téléjournal.
 (mars 2023).
Si vous disposez d'ouvrages ou d'articles de référence ou si vous connaissez des sites web de qualité traitant du thème abordé ici, merci de compléter l'article en donnant les références utiles à sa vérifiabilité et en les liant à la section « Notes et références ».
Le Télé-Journal était le premier magazine télévisé français d'information hebdomadaire présenté par Pierre Paraf et diffusée le mardi en fin d'après-midi sur RDF Télévision française à partir de 1945.

## Principe de l'émission
Sous l'impulsion du directeur des programmes de RDF Télévision française, Jacques Armand, le journaliste Aimé Chabrerie créé et réalise le Télé-Journal à partir de sujets tirés des Actualités françaises. Cette émission propose une information différée, habituellement projetée dans les salles de cinéma, présentée aux téléspectateurs chaque mardi en fin d'après-midi par Pierre Paraf avec un commentaire adapté pour la télévision par le speaker de radio Maurice Pierrat. Les journalistes Henri Spade et Robert Chazal y présentent en direct l'actualité des spectacles parisiens le vendredi soir.   
Cette émission est la toute première tentative de journal télévisé à la télévision française.